# Hazm
Hazm (arab. حزم) – wieś w Syrii, w muhafazie As-Suwajda. W 2004 roku liczyła 858 mieszkańców.